# Ordre du Mérite de Madagascar

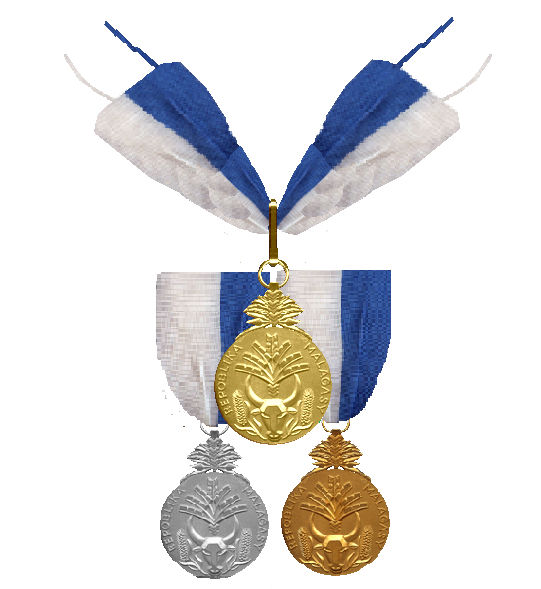
Ordre du Mérite de Madagascar.

Der Ordre du Mérite de Madagascar (dt.: Verdienstorden von Madagaskar) ist eine staatliche Auszeichnung der Republik Madagaskar. Bis 1960 wurde er auch als regionale Auszeichnung der Französischen Kolonialverwaltung verliehen.

## Geschichte

### Kolonialzeit
Am 14. Mai 1901 führte der Oberbefehlshaber des Besatzungskorps und Generalgouverneur von Madagaskar und den abhängigen Gebieten (Madagascar et dépendencies), Joseph Gallieni, eine Auszeichnung – den Verdienstorden – ein, um die Menschen zu ermutigen.
Die neue Auszeichnung hatte nicht den offiziellen Status eines Kolonialordens, sondern blieb eine regionale Auszeichnung und konnte nicht außerhalb des Protektorats verliehen werden.
Anschließend änderte die Auszeichnung dreimal ihren Namen: „Orden für Verdienste der Ureinwohner“ (französisch „ordre du Mérite indigène“, ca. 1918), „Orden für Verdienste Madagaskars“ (frz.: „ordre du Mérite malgache“, ca. 1923) und schließlich Verdienstorden von Madagaskar (ca. 1952).
Der Orden verfügte über drei Grade und sollte Einheimische belohnen, die sich durch ihre Verdienste in der französischen Verwaltung sowie in der Landwirtschaft, im Handel, in der Industrie und anderen gesellschaftlich nützlichen Tätigkeitsfeldern auszeichneten. Die Verleihung des Ordens erfolgte jährlich am 1. Januar, mit Ausnahme von Verleihungen aus außergewöhnlichen Anlässen. Die Auszeichnungen wurden vom Generalgouverneur auf der Grundlage von Vorschlägen der Verwaltungsleiter und Leiter der Dienste und Provinzen verliehen und vom Verwaltungsrat genehmigt.
Die Auszeichnungen wurden nacheinander als Niedere und Höhere Klasse vergeben. Eine Auszeichnung der Höheren Klasse war frühestens 5 Jahre nach Erhalt der Niederen Klasse möglich.
Die Anzahl der Ordensträger wurde begrenzt:
- 1. Klasse (l’Ordre du Mérite Malgache en Or) – 10 Ordensträger
- 2. Klasse (l’Ordre du Mérite Malgache en Argent) – 100 Ordensträger,
- 3. Klasse (l’Ordre du Mérite Malgache en Bronze) – 500 Personen.

Später stieg diese Zahl unter dem Vorwand der wirtschaftlichen Entwicklung der Kolonie und der Erhöhung der Zahl der auszeichnungswürdigen Einheimischen immer wieder an. Im Jahr 1916 gab es 15, 100 und 600 Ordensträger; 1918 waren es 20, 125 und 700; 1919: 20, 125 und 850; 1920: 20, 155 und 850; und 1930: 40, 200 und 1000.
Im Jahr 1923 wurde eine neue Beschränkung eingeführt: Für die Auszeichnung konnten nur Personen nominiert werden, die mindestens 35 Jahre alt waren und mindestens 12 'Patente' für andere Ehrungen (eingeführt 1922) sowie mindestens 15 Jahre Diensterfahrung in ihrer Arbeit besaßen. 1946 wurde diese Einschränkung noch einmal verschärft: Es musste das 40. Lebensjahr und 20 Berufsjahre bzw. 20 Dienstjahre (einschließlich Militärdienst) vorliegen, außerdem mussten Angaben und Auszüge aus dem Strafregister vorgelegt werden.
Ebenfalls 1946 wurden posthume Auszeichnungen für Militärangehörige eingeführt, die durch mutigen und tapfere Taten ums Leben kamen. Solche Auszeichnungen wurden nicht auf die begrenzte Zahl der Ordensträger angerechnet.
1952 wurde die Vergabeordnung erneut überarbeitet Nun konnte jede Person, auch Nicht-Einheimische, in den Orden aufgenommen werden, welche sich durch Arbeits- oder Diensttätigkeit hervorgetan hatte und mindestens fünf Jahre in Madagaskar und den Dependenzen gelebt hatte, und welche die 1946 genehmigten Anforderungen erfüllte. Auch die Begrenzung der Gesamtzahl der Ordensträger wurde abgeschafft und eine jährliche Auszeichnungsquote eingeführt:
- 1. Klasse – 5 Personen,
- 2. Klasse – 20 Personen,
- 3. Klasse – 80 Personen.

### Seit der Unabhängigkeit Madagaskars
Nach der Erlangung der Unabhängigkeit und der Ausrufung der Madagassischen Republik hörte die Kolonialauszeichnung auf zu existieren und am 3. Mai 1960 wurde ein neuer Verdienstorden Madagaskars eingeführt, wobei das Erscheinungsbild der Ordensinsignien und des Bandes übernommen wurde.
1996 wurde der Orden neu geordnet und neue Regelungen zur Vergabe verabschiedet.
Mit dem Orden sollen Personen belohnt werden, die sich durch Verdienste in administrativer, politischer, wirtschaftlicher, sozialer und kultureller Hinsicht zum Wohle der Republik hervorgetan haben, sowie Personen, die bei tragischen Ereignissen mutige und tapfere Taten vollbrachten.
Die Auszeichnungen werden jährlich am 26. Juni vom Präsidenten der Republik auf Vorschlag der Leiter zentraler Institutionen, Ministerien, Regionen und Abteilungen verliehen.
Die Anforderungen an die Empfänger blieben dieselben wie unter der französischen Verwaltung: 40 Jahre alt, 20 Arbeitsjahre oder 20 Dienstjahre (einschließlich Militärdienst), für Ausländer – mindestens 5 Jahre Wohnsitz in Madagaskar. Die Verleihung der Höheren Klasse des Ordens kann frühestens 5 Jahre nach Erhalt der Niedrigeren Klasse erfolgen.
Ausnahmsweise können Mitglieder des Rates des Nationalen Ordens von Madagaskar unter Umgehung der Niederen Klasse mit dem Grad des Kommandeurs des Verdienstordens ausgezeichnet werden.
Kommandeure des Verdienstordens haben bei ihrer Pensionierung Anspruch auf eine Erhöhung ihrer Rente um 5 %.

## Einstufung
Es gibt drei Stufen:
- Commandeur – Abzeichen an einem Band, das um den Hals getragen wird (früher auf der Brust);
- Officier – Abzeichen an einem Band mit Rosette, das auf der linken Brustseite getragen wird;
- Chevalier (Ritter) – Abzeichen an einem Band, das auf der linken Brustseite getragen wird.

## Varianten

### Kolonialzeit

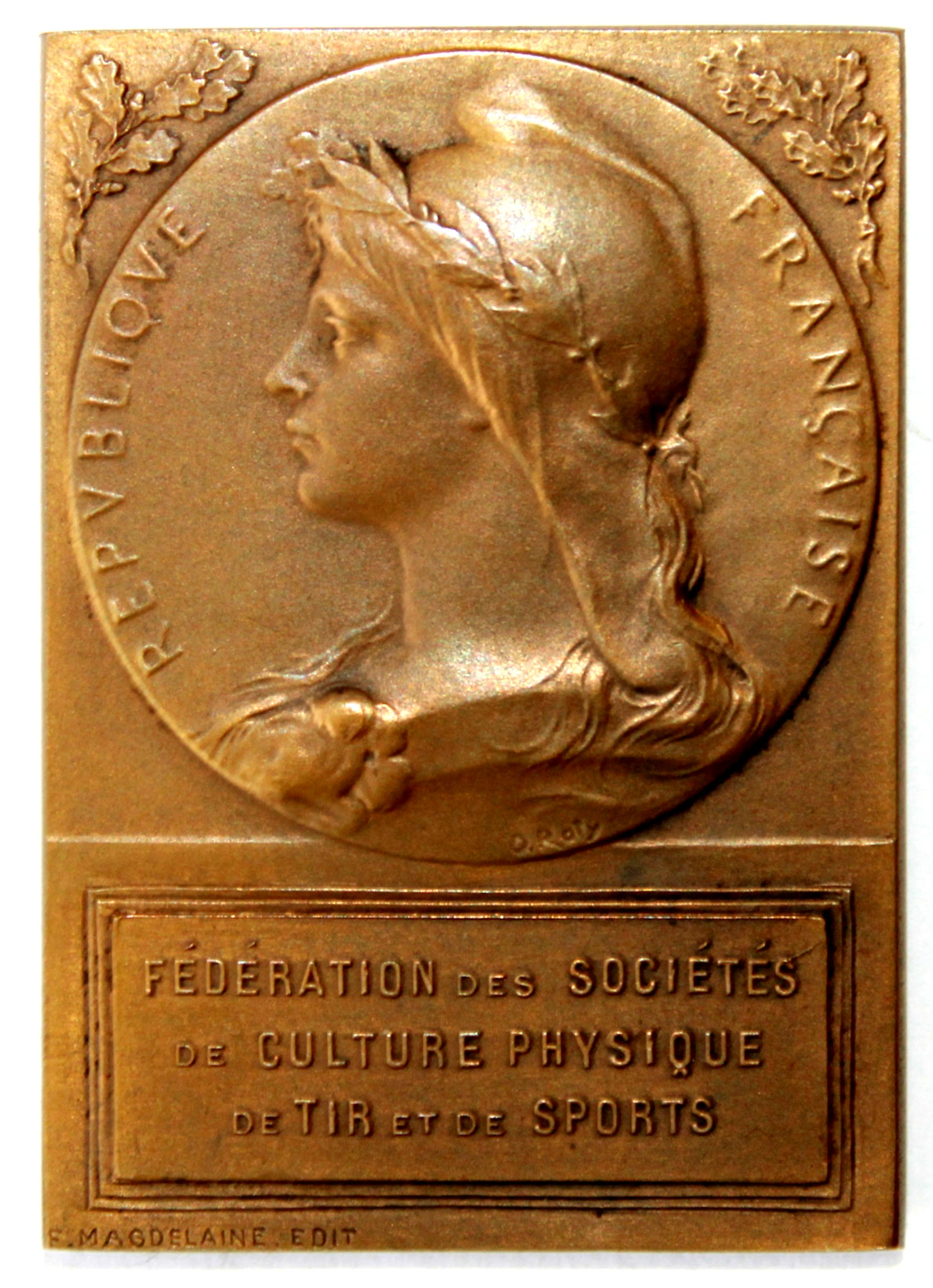
Ein ähnliches Bild dessen, welches zwischen 1901 und 1960 auf der Vorderseite des Ordens angebracht war.

Das Ordensabzeichen war eine Scheibe mit einem Durchmesser von 35 mm. Auf der Vorderseite in der Mitte war ein Bild der Marianne zu sehen, die nach rechts blickt, eine phrygische Mütze und einen Lorbeerkranz trägt, umgeben von der Inschrift „REPVBLIQVE FRANÇAISE“. Auf der Rückseite befand sich in der Mitte eine Inschrift: zunächst in sieben Zeilen „COLONIE DE MADAGASCAR – HONNEUR MÉRITE TRAVAIL“, später geändert in „MADAGASCAR“. Die Inschrift war von einem Kranz aus Lorbeer- und Eichenzweigen umgeben, die unten mit einem Band zusammengebunden sind.
An der Oberseite der Scheibe war ein Zwischenglied in Form von sechs gekreuzten und zusammengebundenen Speeren befestigt, darüber ein Bündel Ähren und Blätter. Die Befestigung des Abzeichens am Ordensband erfolgt mit einem Ring oben am Zwischenglied.
Das Abzeichen des 1. Grades ist vergoldet, das des 2. Grades ist versilbert, das des 3. Grades ist aus Bronze.
Der Designer der Medaille war Louis-Oscar Roty.
Das Ordensband besteht aus Moiré-Seide und besteht aus zwei gleichen Streifen – blau und weiß. Bandbreite 37 mm. Am Band des 1. und 2. Grades war seit 1916 eine runde Rosette aus dem gleichen Band angebracht.

### Seit der Unabhängigkeit
Nach der Unabhängigkeit wurden die Form der Medaille und die Farben des Bandes beibehalten, die Bilder und Inschriften wurden ersetzt.
Auf der Vorderseite des Schildes ist ein Bild des offiziellen Emblems der Republik Madagaskar (der Kopf eines Stiers, an den Seiten von zwei Weizenähren flankiert und zwischen den Hörnern mit einer Palme mit sieben Zweigen), umgeben mit der Inschrift „REPOBLIKA MALAGASY“. Auf der Rückseite befindet sich die dreizeilige Inschrift „FAHAFAHANA TANINDRAZANA FANDROSOANA“ („Freiheit, Vaterland, Entwicklung“), darunter ein gekreuzter Maisstiel mit einer Ähre und ein Kaffeezweig mit drei Blättern.
Das Abzeichen 1. Grades ist dazu bestimmt, an einem gleich breiten Band um den Hals getragen zu werden.
Nach einer Änderung des politischen Kurses (sozialistische Democratic Republic of Madagascar) und einer Änderung der Staatssymbole im Jahr 1975 wurden auch die Bilder auf dem Ordenszeichen geändert: Auf der Vorderseite befand sich ein neues Emblem der Republik, auf der Rückseite eine vierzeilige Inschrift „TANINDRAZANA TOLOM PIAVOTANA FAHAFAHANA“ („Vaterland, Revolution, Freiheit“).
1996 wurden die Bilder auf dem Schild erneut geändert, entsprechend dem neuen Emblem Madagaskars. Auf der Vorderseite ist das neue Emblem der Republik Madagaskar angebracht, auf der Rückseite die dreizeilige Inschrift „TANINDRAZANA FAHAFAHANA FANDROSOANA“ („Vaterland, Freiheit, Entwicklung“). Die Größe der Medaille wurde auf 33 mm reduziert und auch das Aussehen des Zwischenglieds wurde verändert – zu einem Polygon, auf dem fünf Blätter abgebildet sind.

1960–1975
1975–1992
Seit 1996